# Leichtathletik-Weltmeisterschaften 2011/4 × 400 m der Männer

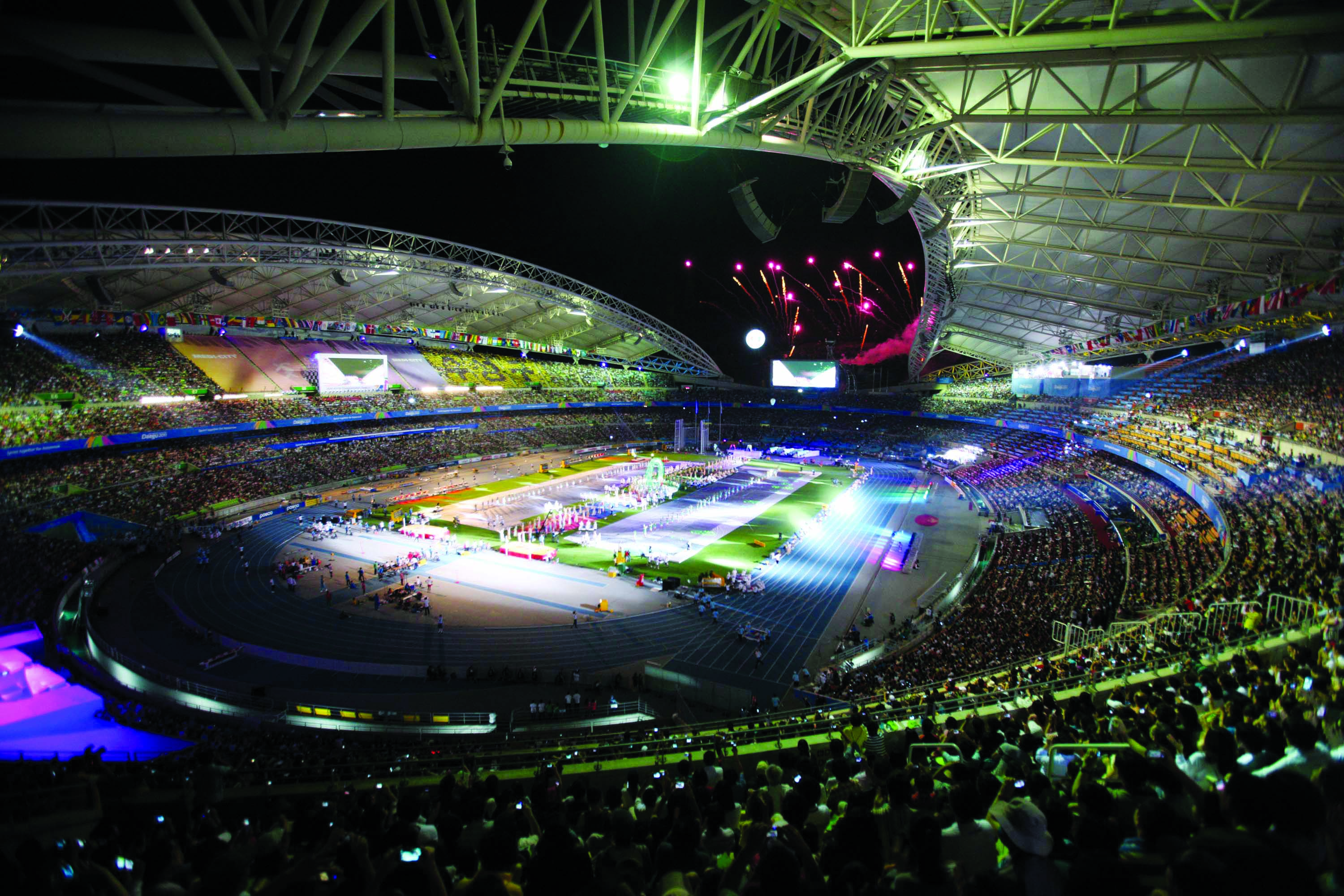
Das Daegu-Stadion im Jahr 2010

Die 4-mal-400-Meter-Staffel der Männer bei den Leichtathletik-Weltmeisterschaften 2011 wurde am 1. und 2. September 2011 im Daegu-Stadion der südkoreanischen Stadt Daegu ausgetragen.
Weltmeister wurden die Vereinigten Staaten in der Besetzung Greg Nixon, Bershawn Jackson (Finale), Angelo Taylor (Finale) und LaShawn Merritt sowie den im Vorlauf außerdem eingesetzten Jamaal Torrance und Michael Berry.

Den zweiten Platz belegte Südafrika mit Shane Victor, Ofentse Mogawane, Willem de Beer und Luis Jacobus van Zyl (Finale) sowie dem im Vorlauf außerdem eingesetzten Oscar Pistorius.

Bronze ging an Jamaika in der Besetzung Allodin Fothergill, Jermaine Gonzales (Finale), Riker Hylton und Leford Green sowie dem im Vorlauf außerdem eingesetzten Lansford Spence.
Auch die nur im Vorlauf eingesetzten Läufer erhielten entsprechendes Edelmetall. Rekorde und Bestleistungen standen dagegen nur den tatsächlich laufenden Athleten zu. Hier allerdings wurden solche Rekorde und Bestleistungen jeweils im ersten Vorlauf und nicht im Finale erzielt.

## Bestehende Rekorde
| Weltrekord | 2:54,29 min | USA (Andrew Valmon, Quincy Watts, Harry Reynolds, Michael Johnson) | WM 1993 in Stuttgart, Deutschland | 22. August 1993 |
| WM-Rekord  | 2:54,29 min | USA (Andrew Valmon, Quincy Watts, Harry Reynolds, Michael Johnson) | WM 1993 in Stuttgart, Deutschland | 22. August 1993 |

Der bestehende WM-Rekord wurde bei diesen Weltmeisterschaften nicht eingestellt und nicht verbessert.
Es gab eine Weltjahresbestleistung und zwei Landesrekorde.
- Weltjahresbestleistung:
  - 2:58,82 min – USA (Greg Nixon, Jamaal Torrance, Michael Berry, LaShawn Merritt), 1. Vorlauf am 1. September
- Landesrekorde:
  - 2:59,21 min – Südafrika (Oscar Pistorius, Ofentse Mogawane, Willem de Beer, Shane Victor), 1. Vorlauf am 1. September
  - 3:04,05 min – Südkorea (Park Bong-go, Lim Chan-Ho, Lee Joon, Sung HyukYe), 1. Vorlauf am 1. September

Sowohl die US-Staffel als auch das Team aus Südafrika waren mit ihren jeweiligen Vorlaufbesetzungen schneller als mit ihren Läufern im Finale.

## Doping
Die zunächst viertplatzierte russische Staffel wurde disqualifiziert, weil mit Denis Alexejew einer der beteiligten Läufer verbotene Steroide bei den Olympischen Spielen 2008 eingesetzt hatte, was zu einer Sperre von vier Jahren führte. Seine zwischen August 2008 und Juni 2013 erzielten Resultate wurden gestrichen, darunter auch das Ergebnis der russischen Staffel bei diesen Weltmeisterschaften.
Benachteiligt wurde ein Team, das anstelle der nachträglich disqualifizierten russischen Mannschaft am Finale hätte teilnehmen dürfen. Unter Zugrundelegung der in den Vorläufen erzielten Resultate wäre dies die Staffel aus Bahamas in der Besetzung Ramon Miller, Avard Moncur, Andrae Williams und LaToy Williams über ihren dritten Rang im zweiten Vorlauf gewesen. Auch bei Anwendung der Zeitregel hätte die Staffel aus Bahamas das Finalqualifikationskriterium erfüllt.

## Vorrunde
Die Vorrunde wurde in zwei Läufen durchgeführt. Die ersten drei Staffeln pro Lauf – hellblau unterlegt – sowie die darüber hinaus zwei zeitschnellsten Teams – hellgrün unterlegt – qualifizierten sich für das Finale.

### Vorlauf 1
1. September 2011, 12:30 Uhr
Yusuke Ishizuka, dritter Läufer der japanischen Staffel, musste beim Wechsel kurz stoppen, um den Stab in die Hand zu bekommen.
| Platz | Staffel             | Besetzung                                                                    | Zeit (min) |
| ----- | ------------------- | ---------------------------------------------------------------------------- | ---------- |
| 1     | USA                 | Greg Nixon Jamaal Torrance (Vorlauf) Michael Berry (Vorlauf) LaShawn Merritt | 2:58,82 WL |
| 2     | Jamaika             | Allodin Fothergill Riker Hylton Lansford Spence (Vorlauf) Leford Green       | 2:59,13    |
| 3     | Südafrika           | Oscar Pistorius (Vorlauf) Ofentse Mogawane Willem de Beer Shane Victor       | 2:59,21 NR |
| 4     | Großbritannien      | Richard Strachan Nigel Levine Christopher Clarke Martyn Rooney               | 3:00,38    |
| 5     | Deutschland         | Jonas Plass Kamghe Gaba Eric Krüger (Vorlauf)I Thomas Schneider              | 3:00,68    |
| 6     | Trinidad und Tobago | Zwede Hewitt Jarrin Solomon Deon Lendore Rennie Quow                         | 3:02,47    |
| 7     | Japan               | Kei Takase Yūzō Kanemaru Yūsuke Ishitsuka Hideyuki Hirose                    | 3:02,64    |
| 8     | Südkorea            | Park Bong-go Lim Chan-Ho Lee Joon Sung HyukYe                                | 3:04,05 NR |

### Vorlauf 2
1. September 2011, 12:40 Uhr
| Platz | Staffel       | Besetzung                                                                                | Zeit (min)                                     |
| ----- | ------------- | ---------------------------------------------------------------------------------------- | ---------------------------------------------- |
| 1     | Belgien       | Antoine Gillet Jonathan Borlée Nils Duerinck Kevin Borlée                                | 3:00,71                                        |
| 2     | Kenia         | Vincent Kiplangat Kosgei Vincent Mumo Kiilu Anderson Mureta Mutegi Mark Kiprotich Muttai | 3:00,94                                        |
| 3     | Bahamas       | Ramon Miller Avard Moncur Andrae Williams LaToy Williams                                 | 3:01,54 eigentlich für das Finale qualifiziert |
| 4     | Australien    | Ben Offereins Tristan Thomas Steven Solomon Sean Wroe                                    | 3:01,56                                        |
| 5     | Polen         | Kacper Kozowski Piotr Wiaderek Jakub Krzewina Marcin Marciniszyn                         | 3:01,85                                        |
| 6     | Frankreich    | Nicolas Fillon Teddy Venel Mamadou Kassé Hann Yoann Décimus                              | 3:03,68                                        |
| 7     | Saudi-Arabien | Ismail al-Sabiani Youssef Masrahi Hamed Hamadan al-Bishi Mohammed al-Salhi               | 3:05,65                                        |
| DOP   | Russland      | Maxim Dyldin Konstantin Swetschkar Pawel Trenichin Denis Alexejew                        | 3:00,81 für das Finale zugelassen              |

## Finale
2. September 2011, 21:15 Uhr
| Platz | Staffel        | Besetzung | Zeit (min) |
| ----- | -------------- | --- | ---------- |
| 1     | USA            | Greg Nixon Bershawn Jackson (Finale) Angelo Taylor (Finale) LaShawn Merritt im Vorlauf außerdem: Jamaal Torrance Michael Berry | 2:59,31    |
| 2     | Südafrika      | Shane Victor Ofentse Mogawane Willem de Beer Luis Jacobus van Zyl (Finale) im Vorlauf außerdem: Oscar Pistorius                | 2:59,87    |
| 3     | Jamaika        | Allodin Fothergill Jermaine Gonzales (Finale) Riker Hylton Leford Green im Vorlauf außerdem: Lansford Spence                   | 3:00,10    |
| 4     | Belgien        | Jonathan Borlée Antoine Gillet Nils Duerinck Kevin Borlée                                                                      | 3:00,41    |
| 5     | Kenia          | Vincent Kiplangat Kosgei Vincent Mumo Kiilu Anderson Mureta Mutegi Mark Kiprotich Muttai                                       | 3:01,15    |
| 6     | Großbritannien | Richard Strachan Nigel Levine Christopher Clarke Martyn Rooney                                                                 | 3:01,16    |
| 7     | Deutschland    | Jonas Plass Kamghe Gaba Miguel Rigau (Finale) Thomas Schneider im Vorlauf außerdem: Eric Krüger                                | 3:01,37    |
| DOP   | Russland       | Maxim Dyldin Konstantin Swetschkar Pawel Trenichin Denis Alexejew                                                              | 3:00,22    |

## Video
- 4x400 Metres Relay Final Men IAAF World Championships Daegu 2011, youtube.com, abgerufen am 25. Dezember 2020